# Calopertha subretusa
Calopertha subretusa là một loài bọ cánh cứng trong họ Bostrichidae. Loài này được Ancey miêu tả khoa học năm 1881.